# 耶律乞奴
耶律乞奴（12世纪？—1216年），契丹人，为中国金朝末年东辽君主。

## 生平
1215年，跟随耶律留哥反抗金朝、以图恢复辽朝，乞奴被任命为大夫。1215年，耶律留哥投靠了成吉思汗。耶律留哥的弟弟耶律厮不杀死蒙古使者，于1216年在澄州（今辽宁海城）称帝，国号辽，以耶律乞奴为丞相。后辽内讧不断，耶律厮不只在位70多天，就被部下所杀，耶律乞奴监国，年号天祐。金宣宗派兵来攻，耶律乞奴战败，东渡鸭绿江，被耶律金山所杀。

## 年号
耶律乞奴的年号天祐，未詳何時。